# مریدین هال (تورنتو)
مریدین هال (انگلیسی: Meridian Hall) سالن اصلی هنرهای نمایشی در تورنتو، انتاریو و بزرگترین تئاتر با صندلی نرم کشور است.